# Långbyn
Långbyn är en bebyggelse i Axbergs socken i Örebro kommun i Närke. SCB avgränsade här mellan 1990 och 2015 samt åter från 2020 en småort. Vid 2015 års småortsavgränsning hade orten vuxit samman med Gottsätters småort.